# Zapp!
Zapp! is een muziekalbum van de Belgische jazzrockgroep Cro Magnon. Het was hun eerste album en verscheen in 1992 op het pas opgericht label Carbon 7.

## Tracks
1. "Sahib" - 2:36
2. "Skre" - 3:17
3. "Tears for fears" - 4:40
4. "The beauty annd the beast" - 3:30
5. "Cleo" - 3:01
6. "La luna trista" - 6:24
7. "Kongo!" - 3:29
8. "Jacques Tati - part 1" - 4:09
9. "Jacques Tati - part 2" - 0:57
10. "Suspendu" - 5:32
11. "Juppy juppy" - 4:05
12. "Zafstak" - 5:21
13. "Treponema" - 2:58

## Bezetting
- Geert Waegeman - keyboards, sampling, viool, elektrische gitaar
- Stefan Coltura - viool
- Rudy Mollekens - basgitaar
- Koen Van Roy - sopraan-, alt- en baritonsaxofoon
- Rik Verstrepen - viool, keyboards